# عملية التبادل الكبيرة

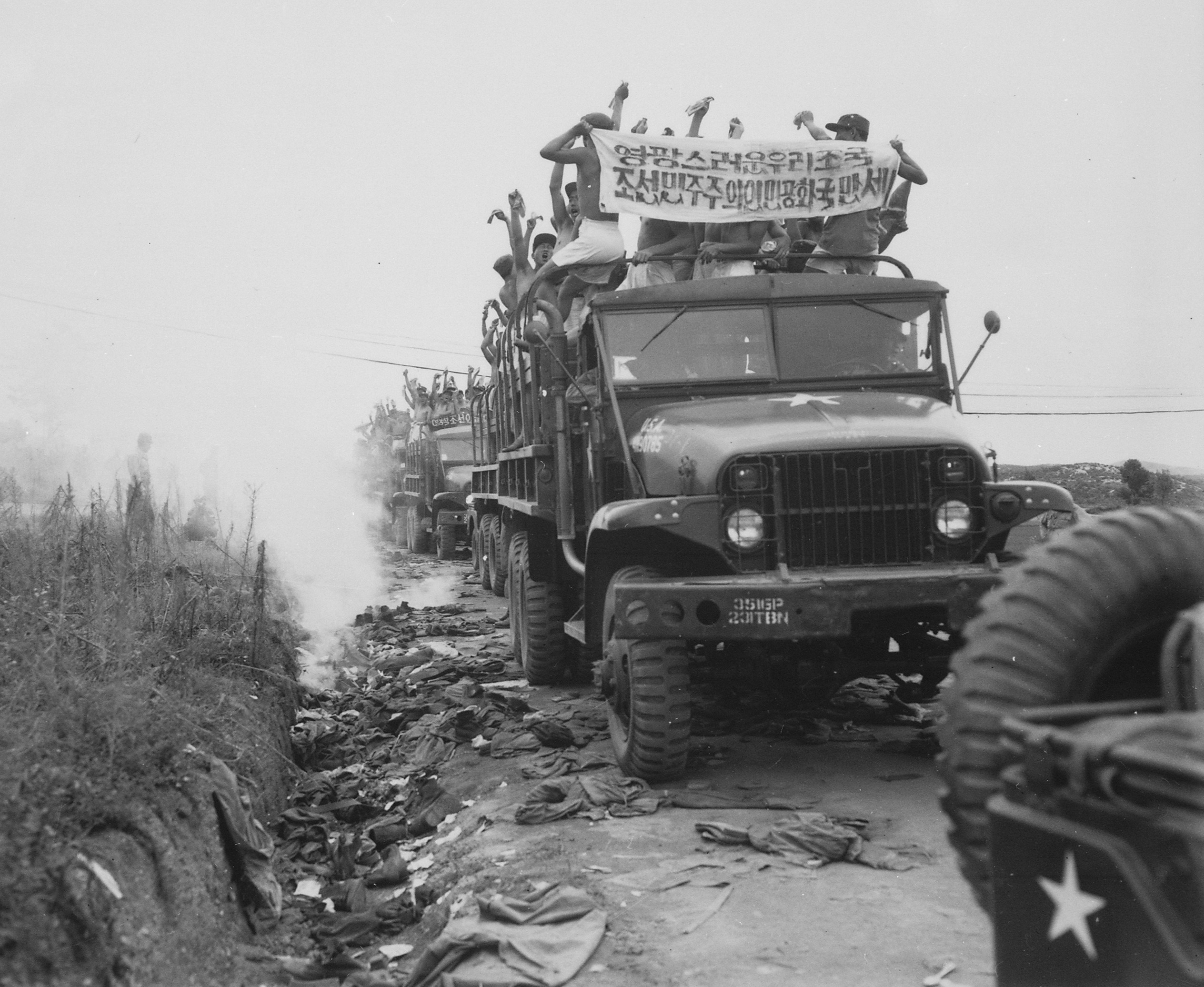
أسرى حرب كوريون شماليون على شاحنات تابعة للجيش الأمريكي أثناء عملية التحول الكبير. أسقط أسرى الحرب ملابسهم ورشقوها على الطريق. بعض الملابس تحترق.

عملية التبادل الكبيرة، هي عملية إعادة جميع أسرى الحرب الكورية إلي وطنهم. منذ عام 1951، كانت محادثات وقف إطلاق النار مستمرة بين القوات الشيوعية وقوات الامم المتحدة. كانت احدي العقبات الرئيسية هي اصرار الشيوعيين علي إعادة جميع السجناء إلي ديارهم، مع إصرار الأمم المتحدة على أن السجناء الذين يرغبون في البقاء يسمح لهم بذلك. بعد استمرار المحادثات لمدة عامين، اعتمدت الصين وكوريا الشمالية على هذه النقطة، في 27 يوليو 1953، تم توقيع اتفاقية الهدنة الكورية.

## التفاصيل
في أغسطس عام 1953، بدأت عملية التبادل الكبيرة، واستمرت حتي ديسمبر. أعيد 75,823 سجينا، قسمت إلي 70,183 شيوعيا كوري شمالي، 5,640 صيني. أكثر من 22,600 جندي شيوعي، رفضوا العودة إلى الوطن، من جنود جمهورية الصين السابقين الذين قاتلوا ضد الشيوعيين في الحرب الأهلية الصينية وتم الضغط عليهم في الخدمة الخارجية في جيش الشعب التطوعي بعد هزيمتهم. أعاد الشيوعيون 12,773 من أسرى الحرب التابعين لقيادة الأمم المتحدة (7,862 كوري جنوبي، 3597 أمريكيًا، 945 بريطانيًا، 229 تركيًا، 40 فلبينيًا، 30 كنديًا، 22 كولومبيًا، 21 استرالي، 12 فرنسيًا، 8 من جنوب أفريقيا، 2 من هولندا، وسجين واحد من بلجيكا ونيوزيلندا واليابان). ومما أثار دهشة قوات الأمم المتحدة، رفض 23 أمريكيًا وبريطانيًا، بالإضافة إلى 333 جنديًا كوريًا جنوبًا من الأمم المتحدة، العودة إلى الوطن.
منح السجناء الذين رفضوا العودة إلى الوطن تسعين يومًا لتغيير رأيهم. 137 جنديا صينيا فعلوا ذلك، وأعيدوا إلى الصين. وأيضا اثنان من الأمريكيين وثمانية كوريين جنوبيين، تم إعادتهم إلى قيادة الأمم المتحدة. بعد ذلك تبقي 325 كوريًا و 21 أمريكيًا وواحدًا بريطانيًا قرروا طوعًا البقاء مع الشيوعيين، وأكثر من 22000 جندي شيوعي قرروا البقاء في دائرة النفوذ الغربي.

## عملية التبادل الصغيرة
تمت عملية التبادل الصغيرة، في أبريل ومايو 1953، وهي عبارة عن تبادل للأسرى المرضى والجرحى خلال الحرب الكورية. وأطلقت الأمم المتحدة سراح 6,670 سجينًا صينيًا وكوريًا شماليًا، وأعادت القوات الشيوعية 684 سجينًا من قوات التحالف (بينهم 149 أمريكيًا).

## وصلات خارجية
- عمليتي التبادل الكبيرة والصغيرة.
- الخدمات اللوجستية- عملية التبادل الكبيرة.
- مقالة عن عملية التبادل الكبيرة- مجلة التايم عام 1953.
- مقالة عن عملية التبادل الكبيرة على البي بي سي.
- شهادة ضابط أسترالي شهد عملية التبادل الكبيرة.